# Grande limnée
Ne pas confondre cette espèce avec la Limnée tronquée] (Galba trunculata), appelée aussi « petite limnée ».
Lymnaea stagnalis
 (mai 2013).
Si vous disposez d'ouvrages ou d'articles de référence ou si vous connaissez des sites web de qualité traitant du thème abordé ici, merci de compléter l'article en donnant les références utiles à sa vérifiabilité et en les liant à la section « Notes et références ».
Espèce
Statut de conservation UICN

 LC  : Préoccupation mineure
La Grande limnée (Lymnaea stagnalis) ou Limnée stagnale, est un escargot pulmoné d'eau douce qui mesure de 5 à 6 cm. C'est la plus grande espèce de son genre.
Comme la quasi-totalité des escargots aquatiques cette espèce est hermaphrodite. Deux individus suffisent à fonder une descendance et c'est un animal très prolifique.
Il ne possède pas d'opercule.
La coquille d'une limnée morte perd rapidement sa couleur brune. Elle devient rapidement translucide (voir photo).

## Biologie

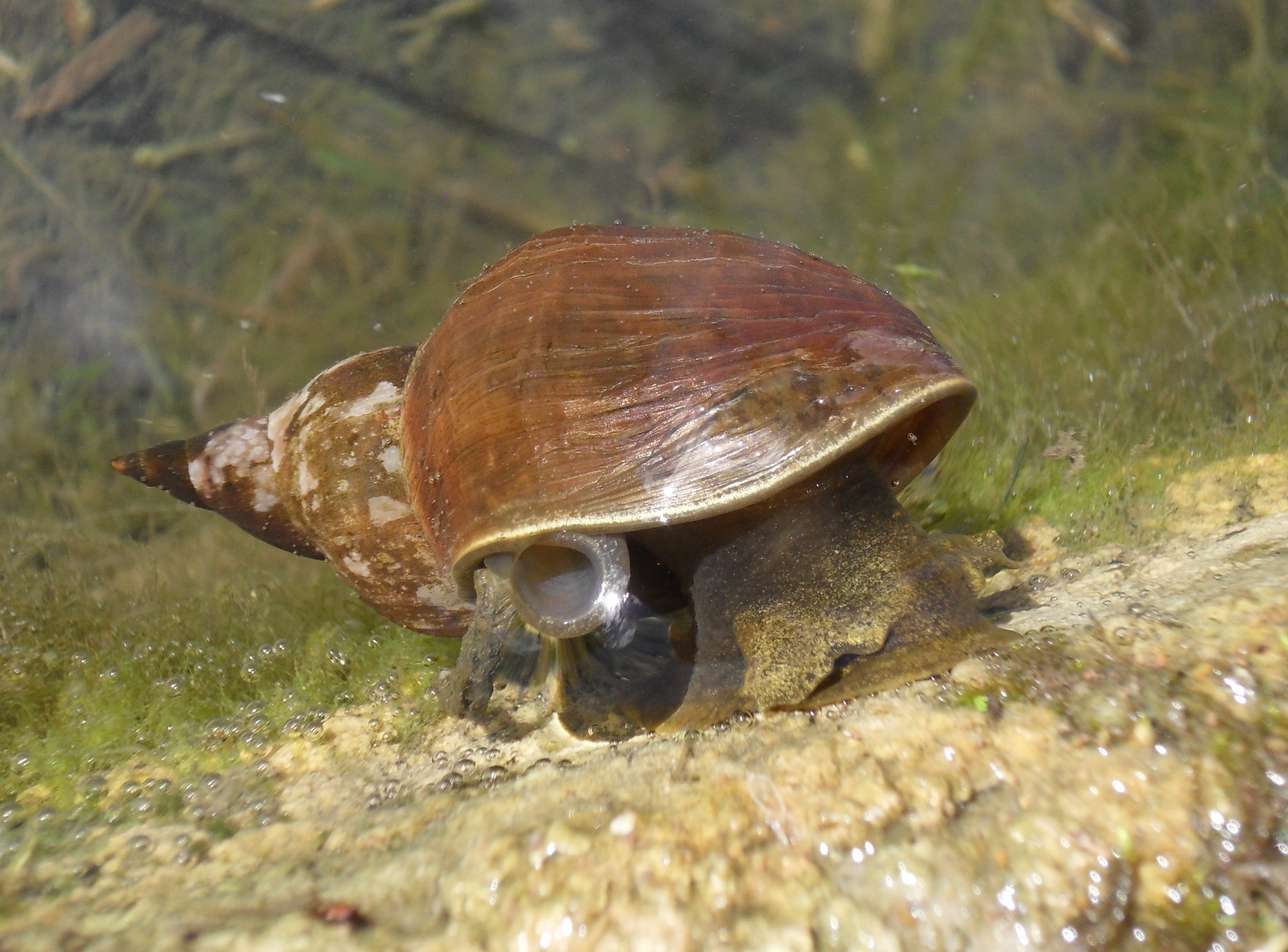
La Grande limnée doit régulièrement venir respirer en surface.

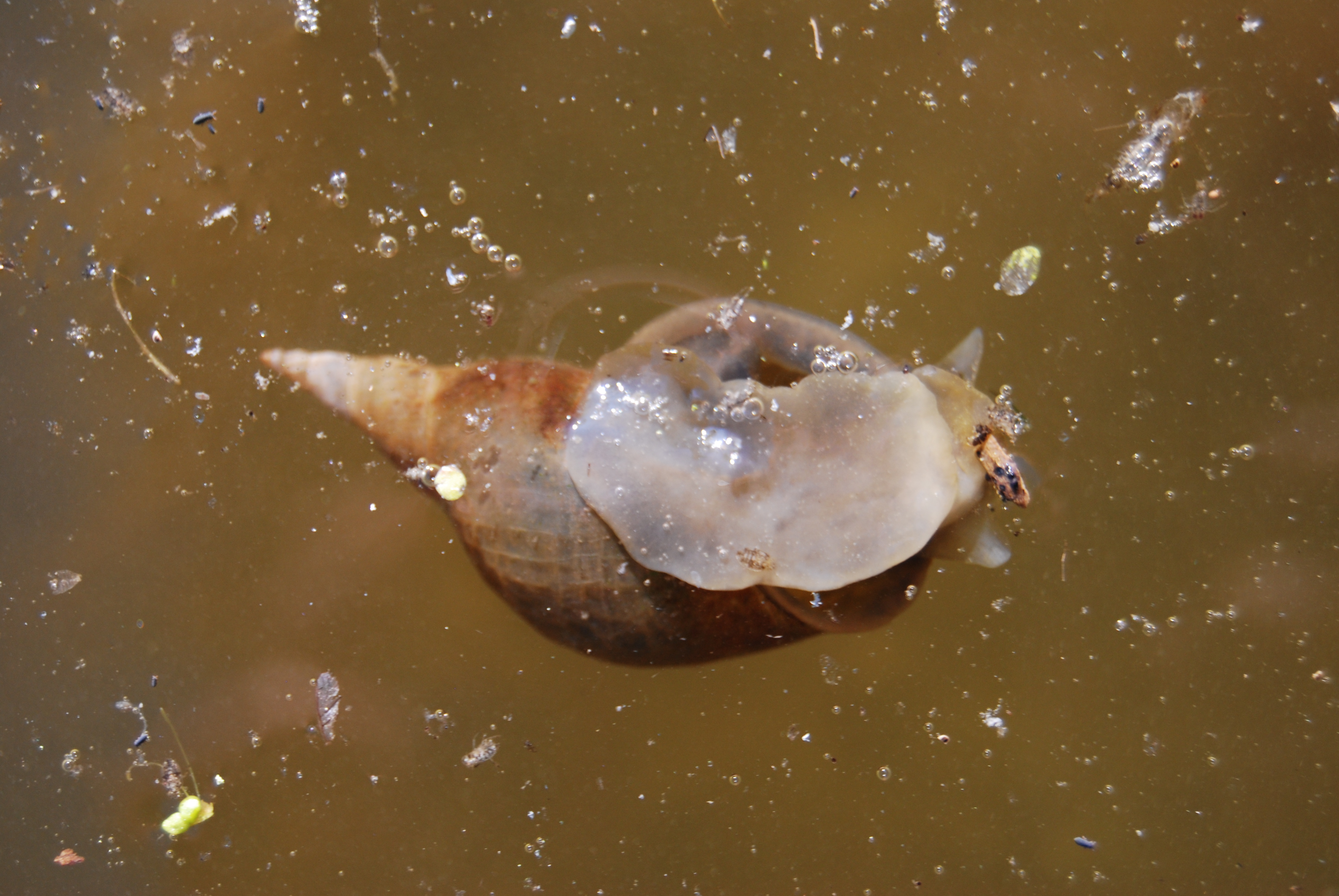
Grande limnée se déplaçant sous la surface de l'eau.

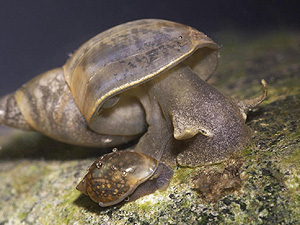
Lymnaea stagnalis avec Physa fontinalis.

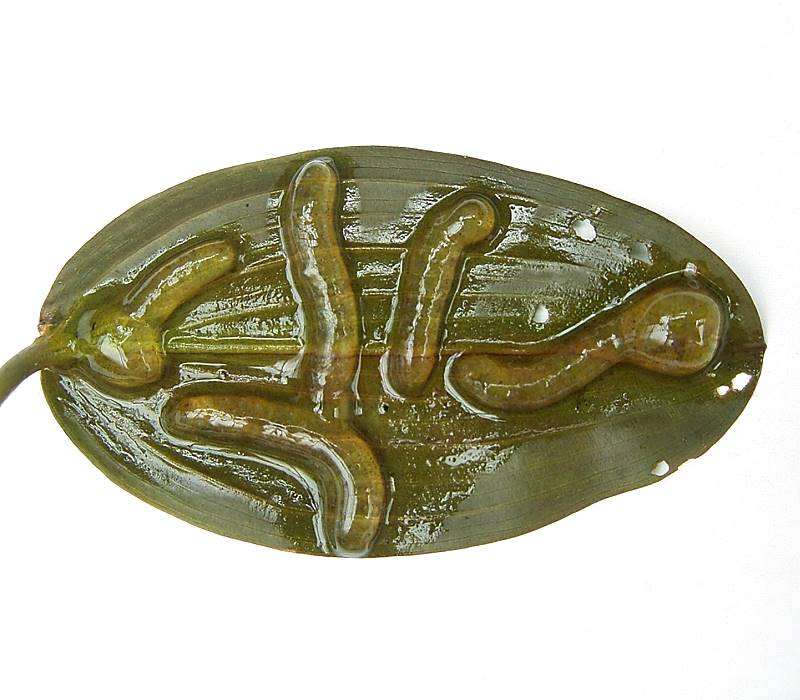
Ponte de Lymnaea stagnalis sous une feuille de Potamogeton natans.

Cette limnée doit périodiquement venir respirer de l'air en surface par une trompe extensible qui communique avec son poumon (pneumostome).
Elle vit à une température de 0 à 25 °C.
Sa grande coquille à 7 ou 8 spires, dextrogyre, fragile, peut se couvrir d'algues qui assurent son camouflage. 

Elle peut aussi comme d'autres espèces « ramper » la tête en bas sous la surface de l'eau en étalant un large pied ovale pour se nourrir du biofilm, en montrant ses deux tentacules triangulaires et aplatis.

## Parasitoses
Comme tous les gastéropodes aquatiques, cette espèce est souvent porteuse d'une ou plusieurs espèces de microbes et de parasites,,.

## État, pression et menaces pour les populations de Grandes limnées
L'état des populations de cette espèce ne semble pas avoir fait l'objet d'évaluation européenne ou nationales. 
L'espèce comme tous les invertébrés et vertébrés aquatiques pourraient être vunérable à certaines pesticides ou cocktails de pesticides fréquemment retrouvés dans les eaux douces superficielles

## Utilisations
- Facile à élever en microcosmes[5], en bassins ou aquarium, c'est une espèce modèle utilisée en laboratoire par exemple en neurologie et éthologie[6] ou encore en écotoxicologie[7],[8],[9], y compris au stade embryon[10]. L'espèce a notamment fait l'objet d'études concernant ses moyens de défense contre les microbes[11]
- Archéologie, paléontologie : des débris de coquilles de limnées indiquent la présence ancienne de zones humides[12]. En 2006, Bobango & al. proposent d'utiliser certaines de ses protéines pour produire de nouveaux insecticides[13]. Sunada & al (2016)[14] ont étudié certains effets du stress thermique sur cette espèce (notamment via la méthylation de l'ADN). Forest & al (2016) l'ont utilisé pour étudier sa mémoire de moyen et long terme [15].

- Aquariophilie : C'est un gastéropode racleur, mangeur d'algues mais aussi de plantes. Il peut être porteur de plusieurs parasites, dont Fasciola hepatica et divers trématodes[16]. Pour ces raisons il n'est généralement pas introduit dans les aquariums d'eau douce et froide. En outre, dépourvu d'opercule, il peut être victime du reste de la population d'un aquarium si la nourriture vient à manquer.

## Ecotoxicologie
Les mollusques aquatiques (qui sont hermaphrodites et pourraient donc répondre différemment que ne le font d'autres groupes d'espèces à certains produits écotoxiques, perturbateurs endocriniens notamment), ont longtemps été oubliés parmi les espèces testées face aux effets (sur la reproduction et la survie notamment) d'expositions prolongées aux produits chimiques. 

Lymnaea stagnalis, facile à trouver, à observer et élever en laboratoire (et qui se reproduit souvent) fait partie des espèces finalement choisies pour ce type d'évaluation.